# Núria Llagostera i Vives
Núria Llagostera i Vives (Palma, 16 de maig de 1980) és una tennista professional mallorquina, però actualment resideix a Barcelona.
La seva màxima posició WTA fou la 35a (6 de juny del 2005). Individualment ha guanyat dos torneigs: Rabat (2005) i Bogotà (2008). La seva trajectòria de dobles ha estat més reeixida amb un total de 16 títols. La majoria d'èxits els ha aconseguit fent parella amb María José Martínez Sánchez i, especialment durant la temporada 2009, amb set títols entre els quals la Copa Masters femenina.
Gràcies als seus bons resultats esportius, el 2009 el conseller d'Esports i Joventut del Govern de les Illes Balears, Mateu Cañellas, signà un contracte de patrocini entre la Fundació Illesport i Núria Llagostera, corresponent a la temporada 2009.

## Palmarès: 18 (2−16)

### Individual (2)
| Abans de 2009                | Després de 2009         |
| ---------------------------- | ----------------------- |
| Grand Slam (0−0)             |                         |
| WTA Tour Championships (0−0) |                         |
| Tier I (0−0)                 | Premier Mandatory (0−0) |
| Tier II (0−0)                | Premier 5 (0−0)         |
| Tier III (1)                 | Premier (0−0)           |
| Tier IV i V (1)              | International (0−0)     |

| Núm. | Data                 | Torneig          | Superfície   | Oponent              | Resultat |
| ---- | -------------------- | ---------------- | ------------ | -------------------- | -------- |
| 1.   | 8 de maig de 2005    | Rabat, Marroc    | Terra batuda | Zheng Jie            | 6−4, 6−2 |
| 2.   | 24 de febrer de 2008 | Bogotà, Colòmbia | Terra batuda | María Emilia Salerni | 6−0, 6−4 |

#### Finalista (1)
1. 2005: Guangzhou (va perdre davant Yan Zi)

### Dobles (16)
| Abans de 2009              | Després de 2009         |
| -------------------------- | ----------------------- |
| Grand Slam (0−0)           |                         |
| WTA Tour Championships (1) |                         |
| Tier I (0−0)               | Premier Mandatory (0−0) |
| Tier II (1)                | Premier 5 (0−0)         |
| Tier III (2)               | Premier (5)             |
| Tier IV i V (2)            | International (5)       |

| Núm. | Data                   | Torneig                    | Superfície   | Parella                     | Oponents                                        | Resultat             |
| ---- | ---------------------- | -------------------------- | ------------ | --------------------------- | ----------------------------------------------- | -------------------- |
| 1.   | 14 d'agost de 2004     | Sopot, Polònia             | Terra batuda | Marta Marrero               | Klaudia Jans · Alicja Rosolska                  | 6−4, 6−3             |
| 2.   | 25 de setembre de 2005 | Pequín, Xina               | Terra batuda | María Vento-Kabchi          | Yan Zi · Zheng Jie                              | 6−2, 6−4             |
| 3.   | 16 de juny de 2007     | Barcelona, Espanya         | Terra batuda | Arantxa Parra Santonja      | Lourdes Domínguez Lino · Flavia Pennetta        | 7−6(3), 2−6, [12−10] |
| 4.   | 1 de març de 2008      | Acapulco, Mèxic            | Terra batuda | María José Martínez Sánchez | Iveta Benešová · Petra Cetkovská                | 6−2, 6−4             |
| 5.   | 13 de juliol de 2008   | Palerm, Itàlia             | Terra batuda | Sara Errani                 | Al·la Kudriàvtseva · Anastassia Pavliutxénkova  | 2−6, 7−6(1), [10−4]  |
| 6.   | 21 de febrer de 2009   | Bogotà, Colòmbia           | Terra batuda | María José Martínez Sánchez | Gisela Dulko · Flavia Pennetta                  | 7−5, 3−6, [10−7]     |
| 7.   | 21 de febrer de 2009   | Acapulco (2)               | Terra batuda | María José Martínez Sánchez | Lourdes Domínguez Lino · Arantxa Parra Santonja | 6−4, 6−2             |
| 8.   | 19 d'abril de 2009     | Barcelona (2)              | Terra batuda | María José Martínez Sánchez | Sorana Cîrstea · Andreja Klepač                 | 3−6, 6−2, [10−8]     |
| 9.   | 19 de juliol de 2009   | Palerm (2)                 | Terra batuda | María José Martínez Sánchez | Maria Korítseva · Darya Kustova                 | 6−1, 6−2             |
| 10.  | 23 d'agost de 2009     | Toronto, Canadà            | Dura         | María José Martínez Sánchez | Samantha Stosur · Rennae Stubbs                 | 2−6, 7−5, [11−9]     |
| 11.  | 29 d'agost de 2009     | New Haven, Estats Units    | Dura         | María José Martínez Sánchez | Iveta Benešová · Lucie Hradecká                 | 6−2, 7−5             |
| 12.  | 1 de novembre de 2009  | Doha, Qatar                | Dura         | María José Martínez Sánchez | Cara Black · Liezel Huber                       | 7−6(0), 5−7, [10−7]  |
| 13.  | 2 de febrer de 2010    | Dubai, Emirats Àrabs Units | Dura         | María José Martínez Sánchez | Květa Peschke · Katarina Srebotnik              | 7−6(5), 6−4          |
| 14.  | 10 d'abril de 2011     | Marbella, Espanya          | Terra batuda | Arantxa Parra Santonja      | Sara Errani · Roberta Vinci                     | 3−6, 6−4, [10−5]     |
| 15.  | 7 de gener de 2012     | Brisbane, Austràlia        | Dura         | Arantxa Parra Santonja      | Raquel Kops-Jones · Abigail Spears              | 7−6(2), 7−6(2)       |
| 16.  | 23 de juny de 2012     | Eastbourne, Regne Unit     | Gespa        | María José Martínez Sánchez | Liezel Huber · Lisa Raymond                     | 6−4, retirada        |

#### Finalista (11)
1. 2004: Hasselt (fent parella amb Marta Marrero perden davant Mara Santangelo i Jennifer Russell)
2. 2005: Rabat (fent parella amb Lourdes Domínguez Lino perden davant Émilie Loit i Barbora Záhlavová-Strýcová)
3. 2005: 's-Hertogenbosch (fent parella amb Iveta Benosova perden davant Anabel Medina i Dinara Safina)
4. 2008: Berlín (fent parella amb María José Martínez Sánchez perden davant Cara Black i Liezel Huber)
5. 2008: Barcelona (fent parella amb María José Martínez Sánchez perden davant Arantxa Parra Santonja i Lourdes Domínguez Lino)
6. 2009: Auckland (fent parella amb Arantxa Parra Santonja perden davant Nathalie Dechy i Mara Santangelo)
7. 2009: Bastad (fent parella amb María José Martínez Sánchez perden davant Flavia Pennetta i Gisela Dulko)
8. 2009: Cincinnati (fent parella amb María José Martínez Sánchez perden davant Cara Black i Liezel Huber)
9. 2010: Roma (fent parella amb María José Martínez Sánchez perden davant Flavia Pennetta i Gisela Dulko)
10. 2011: Bastad (fent parella amb Arantxa Parra Santonja perden davant Lourdes Domínguez Lino i María José Martínez Sánchez)
11. 2012: Pequín (fent parella amb Sania Mirza perden davant Iekaterina Makàrova i Ielena Vesninà)

## Trajectòria

### Individual
| Open d'Austràlia | Q   | 3R | 2R  | 1R  | Q  | 1R | 1R  | A   | Q  | 1R  | Q   | Q   | A | 0 / 6 | 3 – 6   |
| Roland Garros | Q   | 3R | 1R  | A   | Q  | 4R | A   | 2R  | 1R | 1R  | 1R  | 3R  | A | 0 / 8 | 8 – 8   |
| Wimbledon | A   | 1R | A   | A   | 2R | 1R | A   | A   | 1R | 1R  | 1R  | Q   | A | 0 / 6 | 1 – 6   |
| US Open | Q   | 1R | Q   | Q   | 1R | 1R | A   | Q   | 1R | 1R  | 1R  | 1R  | A | 0 / 7 | 0 – 7   |
| Rànquing a final d'any | 132 | 96 | 193 | 139 | 79 | 49 | 273 | 147 | 70 | 147 | 130 | 128 |   |       | 12 – 27 |
| Llegenda: G: Guanyadora; F: Finalista; SF: Semifinalista; QF: Quarts de final; Q: Qualificació; A: Absent; RR: Round Robin |     |    |     |     |    |    |     |     |    |     |     |     |   |       |         |

### Dobles
| Open d'Austràlia | A   | 1R          | 1R          | A           | A  | QF          | 3R          | 2R          | 2R | QF | 0 / 7 | 10 – 7  |
| Roland Garros | A   | 3R          | A           | 3R          | QF | 1R          | SF          | 2R          | SF | A  | 0 / 7 | 16 – 7  |
| Wimbledon | A   | 2R          | A           | A           | QF | QF          | A           | QF          | QF | A  | 0 / 5 | 13 – 5  |
| US Open | 1R  | 1R          | A           | A           | 2R | QF          | 1R          | 2R          | SF | 3R | 0 / 8 | 11 – 8  |
| Jocs Olímpics | A   | No celebrat | No celebrat | No celebrat | 1R | No celebrat | No celebrat | No celebrat | 2R | NC | 0 / 2 | 1 – 2   |
| WTA Tour Championships | A   | A           | A           | A           | A  | G           | A           | A           | A  |    | 1 / 1 | 2 – 0   |
| Rànquing a final d'any | 108 | 55          | 340         | 97          | 29 | 5           | 19          | 32          |    |    |       | 53 – 29 |
| Llegenda: G: Guanyadora; F: Finalista; SF: Semifinalista; QF: Quarts de final; Q: Qualificació; A: Absent; RR: Round Robin |     |             |             |             |    |             |             |             |    |    |       |         |